# Italia 1
Italia 1 (Italia Uno) es un canal de televisión privado italiano con emisión en abierto que, junto con Canale 5 y Rete 4, operado por Mediaset, propiedad de Silvio Berlusconi.

## Historia

### Puesta en marcha y lanzamiento
El 3 de enero de 1982 el editor Edilio Rusconi organiza, a través de una red de 20 emisoras regionales, una cadena de televisión nacional llamada Italia Uno, con Antenna Nord de Milán como emisora de referencia. Para lograr que todas las cadenas emitieran a la vez su programación, la red suministraba los programas mediante videocinta al igual que Canale 5 y Rete 4. En esa época, la cadena consiguió una importante popularidad debido a sus programas de animación, programas deportivos y series estadounidenses como Falcon Crest o Star Trek.

### La gestión de Mediaset
Pero en su primer año de andadura, Rusconi no supo afrontar la gestión del canal en un negocio como el televisivo, y sus ingresos publicitarios eran menores a los de la competencia porque la gestión de la misma corría a cargo de una empresa externa, Publikompass. El 6 de septiembre de 1982 Rusconi firma un acuerdo de colaboración con Silvio Berlusconi, propietario de Canale 5, por la que pasaría a gestionar la publicidad de sus cadenas a través de Publitalia. Unos meses después, el 30 de noviembre de ese mismo año, el editor vende el 51% de las acciones del canal a Fininvest, por lo que Berlusconi se hizo con el control de la red.
Desde el principio, Italia 1 pasó a ser un canal destinado a un público joven, dentro de una política de diversificación de la programación. Su programación pasó a ser copada por series estadounidenses, programas deportivos y musicales, y series de animación para el público infantil y juvenil. Poco a poco, Italia 1 pasó a ser el segundo canal con más audiencia dentro del grupo Mediaset, y algunos programas de éxito, como Striscia la notizia pasaron a Canale 5. En 1991 Italia 1 es la primera cadena en tener un informativo propio; Studio Aperto, que fue creado por Emilio Fede.
Con el paso del tiempo, el canal mantuvo su estilo de programación con nuevos programas norteamericanos, especialmente sitcom como Los Simpson o El príncipe de Bel Air, y la introducción de anime como Lupin III en la programación. En la década de 2000 añade también varios programas de telerrealidad.

## Programación
Bajo la dirección de Mediaset, la red ha ido variando poco a poco la parrilla hasta tematizarla, logrando un canal generalista enfocado específicamente para un público infantil y juvenil. Esto se complementa con la programación de los otros 2 canales de Mediaset.
- Series: Es la piedra angular del canal junto con la programación infantil. Suelen emitirse producciones italianas como la versión italiana de Camera Café, si bien la mayoría del prime time lo ocupan series americanas de éxito como Héroes, Anatomía de Grey, Los Simpson, Padre de familia o las sagas de CSI

- Dibujos animados: Italia 1 es la principal emisora de anime de Italia. Entre su catálogo tiene los derechos de Pokémon, Naruto, Los Pitufos, Loca academia de policía, Los Simpson, Lupin III, Hunter x Hunter o Dragon Ball GT entre muchas otras.

- Deporte: Mediaset emite en ese canal varios acontecimientos tales como el campeonato de Moto GP. Además produce varios programas de actualidad deportiva y de resumen de la jornada futbolística. Italia1 también poseía los derechos de la WWE, pero renunció a ellos tras el suicidio de Chris Benoit.[2]

- Reality shows: Junto con Canale 5, Italia 1 ha emitido varios realities como La Granja, la versión italiana de “Beauty and the geek”, o El topo . También fue la cadena que emitió la versión italiana de Operación Triunfo llamada  Star Academy.[3]

- Otros programas: Concursos como "Prendere o Lasciare" o "Distraction", un programa de cámara oculta (Candid Camera), la versión Italiana de Caiga quien caiga (Le Iene), el informativo "Studio Aperto" y películas.

## Curiosidades
- Miguel Bosé trabajó en Italia 1 como presentador de la versión italiana de Operación Triunfo en 2002.
- Italia 1 utiliza como eslogan y cortinillas a gente que grita el nombre del canal. Todo forma parte de una campaña publicitaria llamada ‘6 come 6’, que se emplea desde el año 2002 y en la que se pide a cualquier persona o grupo que se grabe a sí misma gritando “Italia 1”.

## Audiencias
|      | Enero  | Febrero | Marzo  | Abril   | Mayo    | Junio   | Julio   | Agosto  | Septiembre | Octubre | Noviembre | Diciembre | Media anual |
| ---- | ------ | ------- | ------ | ------- | ------- | ------- | ------- | ------- | ---------- | ------- | --------- | --------- | ----------- |
| 2008 |        |         |        |         |         |         |         |         |            |         |           |           | 10,83 %     |
| 2009 | 9,85 % | 9,63 %  | -      | 10,51 % | 10,56 % | 12,09 % | 11,66 % | 11,15 % | 10,68 %    | 10,23 % | 9,71 %    | 9,39 %    | 10,50 %     |
| 2010 | 9,00 % | 8,67 %  | 9,09 % | 9,35 %  | 9,71 %  | 9,49 %  | 9,85 %  | 9,39 %  | 9,22 %     | 8,97 %  | 8,97 %    | 8,62 %    | 9,19 %      |
| 2011 | 8,25 % | 7,92 %  | 8,24 % | 8,31 %  | 8,37 %  | 8,89 %  | 9,01 %  | 8,57 %  | 8,20 %     |         |           |           |             |
| 2012 | 7,85 % | 7,54 %  | 7,64 % | 7,89 %  | 7,81 %  | 7,62 %  | 7,44 %  | 6,84 %  | 7,20 %     | 6,98 %  | 6,62 %    | 6,46 %    | 7,33 %      |
| 2013 | 6,47 % | 6,43 %  | 6,58 % | 6,34 %  | 6,59 %  | 6,75 %  | 6,69 %  | 6,45 %  | 6,63 %     | 6,43 %  | 6,49 %    | 6,54 %    | 6,53 %      |
| 2014 | 6,15 % | 6,04 %  | 6,10 % | 5,84 %  | 5,63 %  | 5,71 %  | 6,08 %  | 6,44 %  | 6,25 %     | 5,95 %  | 5,75 %    | 6,05 %    | 5,99 %      |
| 2015 | 5,54 % | 5,46 %  | 5,95 % | 5,94 %  | 5,47 %  | 5,79 %  | 5,92 %  | 5,84 %  | 5,51 %     | 5,53 %  | 5,56 %    | 5,44 %    | 5,66 %      |
| 2016 | 5,52 % | 5,07 %  | 5,33 % | 5,27 %  | 4,97 %  | 4,91 %  | 5,40 %  | 5,10 %  | 5,11 %     | 5,20 %  | 5,33 %    | 5,45 %    | 5,22 %      |
| 2017 | 5,00 % | 4,80 %  | 5,19 % | 5,00 %  | 4,96 %  | 5,00 %  | 5,16 %  | 4,96 %  | 4,77 %     | 5,04 %  | 4,98 %    | 5,23 %    | 5,01 %      |
| 2018 | 4,67 % | 4,69 %  | 5,13 % | 4,77 %  | 4,65 %  | 9,10 %  | 4,62 %  |         |            |         |           |           |             |

Fuente : Auditel.
Leyenda :
Fondo verde : Mejor resultado histórico.
Fondo rojo : Peor resultado histórico.